# Summer World University Games 2025/Teilnehmer (Pakistan)
| Gelbes Symbol für Goldmedaillen mit stilisierten Olympischen Ringen | Graues Symbol für Silbermedaillen mit stilisierten Olympischen Ringen | Braundes Symbol für Bronzemedaillen mit stilisierten Olympischen Ringen |
| ------------------------------------------------------------------- | --------------------------------------------------------------------- | ----------------------------------------------------------------------- |
| —                                                                   | —                                                                     | —                                                                       |

Pakistan nahm an den Summer World University Games 2025 vom 16. bis zum 27. Juli mit 25 Athleten (9 Männer und 16 Frauen) teil.

## Teilnehmer nach Sportarten

### Bogenschießen
| Frauen - Seema Saleha - Abid Sadia |

### Judo
| Männer - Saif Ullah Khan - Muhammad Sharif Tahir | Frauen - Sahar Waee |

### Leichtathletik
| Männer - Nadeem Ali - Shazil Ahmad | Frauen - Natasha Hassan - Malaika Shahzadi - Amtul Rehman - Khoula Omer Khan - Nida Karim - Khadija Mehreen - Maleeha Saleem - Yusra Ayub |

### Schwimmen
| Männer - Sameer Asif - Ayan Asif | Frauen - Eesha Umer Shafi - Moazma Hafeez |

### Taekwondo
| Männer - Muhammad Tayyab | Frauen - Maliha Ali - Areeba Javed - Manisha Ali |

### Tischtennis
| Männer - Syed Shah - Muhammad Khan |